# تشاد بيتيس
تشاد بيتيس (بالإنجليزية: Chad Bettis)‏ هو لاعب كرة قاعدة أمريكي، ولد في 26 أبريل 1989 في لوبوك في الولايات المتحدة.

## وصلات خارجية
- تشاد بيتيس على موقع دوري كرة القاعدة الرئيسي (الإنجليزية)
- تشاد بيتيس على موقعبيزبول رفرنس.كوم (الدوري الرئيسي) (الإنجليزية)
- تشاد بيتيس على موقعبيزبول رفرنس.كوم (الدوري الثانوي) (الإنجليزية)
- تشاد بيتيس على موقع إي إس بي إن.كوم (أم.أل.بي) (الإنجليزية)
- تشاد بيتيس على موقع مشجعي الرسوم البيانية (الإنجليزية)